# Corso Valkenswaard
Corso Valkenswaard is een meerdaags evenement in de Brabantse plaats Valkenswaard dat jaarlijks in september wordt georganiseerd. Het evenement is ontstaan uit, en draait nog steeds om, het herdenken van de bevrijding in 1944 en het vieren van de vrijheid. Centraal tijdens Corso Valkenswaard staat de dahliaparade, het eigenlijke Bloemencorso Valkenswaard, waarin veertien met dahlia's versierde wagens door de straten van Valkenswaard trekken. Deze parade vindt traditioneel plaats op de tweede zondag van september.

## Geschiedenis

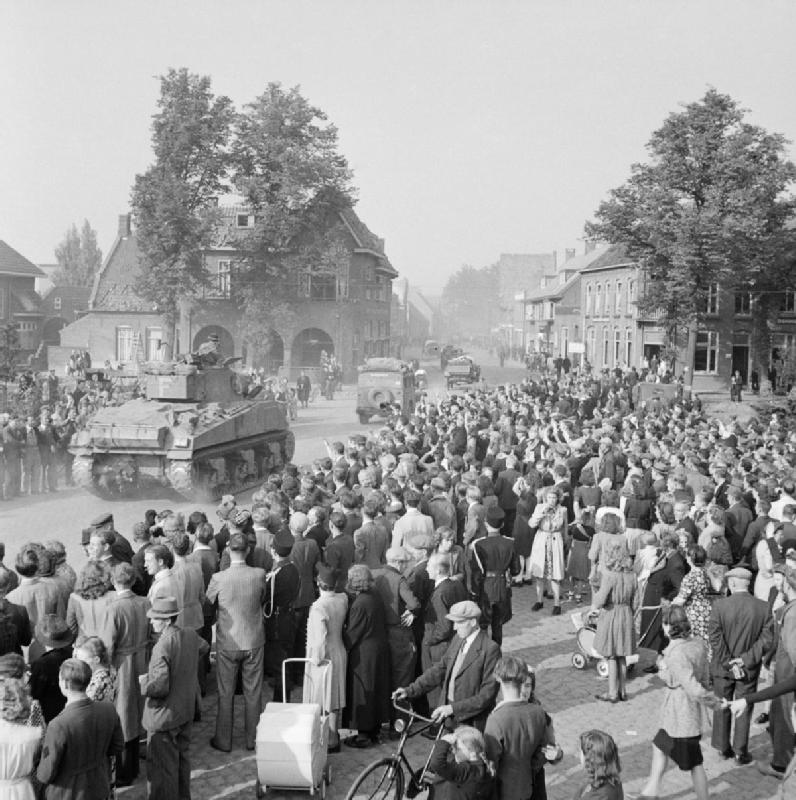
Enthousiaste toeschouwers als het Britse bevrijdingsleger op 18 september 1944 Valkenswaard binnentrekt

Het Bloemencorso Valkenswaard ontstond na de bevrijding van Valkenswaard op 17 september 1944. De eerste jaren bestond het 'bloemencorso' uit optochten van en voor schoolgaande jeugd die hun fietsen en bolderwagens versierden met bloemen die in huiselijke kring werden gekweekt.
In 1953 wilde het Valkenswaardse Oranjecomité, onder voorzitterschap van de Valkenswaardse sigarenfabrikant Frans van Best, 'de bevrijding meer demonstratief dan voorheen' vieren. Er werd gekozen voor het organiseren van een bloemencorso. Bij de herdenking van 10 jaar bevrijding trok zodoende het eerste grote bloemencorso, zoals we dat tegenwoordig nog kennen, door de Valkenswaardse straten.

### 1950 tot 1970
In 1956 verschoof het corso van Bevrijdingsdag naar de zaterdagmiddag erna. Omdat de nationale bevrijding voortaan in mei werd gevierd, bestond er geen directe noodzaak meer om op de Valkenswaardse Bevrijdingsdag zelf rond te trekken. Door de groei van het corso bleek het aantal thuisgekweekte bloemen niet langer voldoende en kwamen er voortaan ook bloemen uit Zundert, waar al sinds 1936 het Bloemencorso Zundert door de straten trekt.
In 1958 werd het bloemencorso voor het eerst georganiseerd op de inmiddels traditionele tweede zondag in september. Sinds 1960 wordt het parcours afgesloten er wordt er entreegeld gevraagd. In de periode tot 1962 legde het corsocomité met de oprichting van de buurtschappen een belangrijke basis voor de toekomst.

### 1970 tot 1990
Tijdens het bloemencorso op zondag 9 september 1973 reed er voor de laatste keer een trein vanuit Eindhoven naar Valkenswaard. Er werden combinatiekaartjes verkocht van treinreis en entree voor het bloemencorso.
In 1974 nam het corsobestuur het besluit om naast de dahliaparade ook nevenactiviteiten te organiseren. Het nevenprogramma ligt altijd in het verlengde van het corso en kent een culturele invulling.
De steeds grotere wagens brachten steeds meer uitdagingen en risico's met zich mee. Vandaar dat midden jaren tachtig de Technische Commissie ontstond die voortaan de veiligheid van het corso moet bewaken.
Ook kwam de parade in de nauwe straten van het parcours letterlijk steeds meer klem te zitten. Sinds 1989 trekt de corsostoet voortaan vanaf het Kloosterplein via de Maastrichterweg en de Eindhovenseweg naar de Valkenierstraat en vervolgens via de Frans van Beststraat, Leenderweg en Bakker- en Peperstraat weer naar de Markt.
Het huidige parcours, loopt via het Kloosterplein, de Maastrichterweg en de Eindhovenseweg naar de Beelmanstraat, om vervolgens via de Karel Mollenstraat Zuid en de Frans van Beststraat de Leenderweg op te rijden en door de Bakkerstraat en Peperstraat naar de Markt te komen in ronde 1. Tijdens de 2e ronde wordt er niet afgedraaid naar de Bakkerstraat, maar rechtstreeks naar de Markt, om daar de wagens tentoon te stellen.

### 1990 tot 2000
In 1994 werd de 50-jarige bevrijding van Valkenswaard gevierd met een corso in het thema ‘Verhalen van Vrijheid’. De parade werd voorafgegaan door een optocht van kinderen in versierde vervoermiddelen (zoals in de beginjaren), gevolgd door samen met de gemeente georganiseerde activiteiten als een taptoe en de officiële ontsteking van de Valkenswaardse lichtjesroute.
Sindsdien heeft het bloemencorso een jaarlijks wisselend thema en wordt de volgorde van de wagens bepaald door de Regiecommissie. Gaandeweg is de parade verrijkt met beweging in en op de wagens, muzikale aankleding en verschillende vormen van figuratie.
Sinds 1996 vindt er een publieke presentatie plaats van alle corso-ontwerpen, op Hemelvaartsdag, tijdens het jaarlijkse evenement 'Valkenswaard in Hemelse Sferen'. In het najaar vindt D-day plaats, Dahlia-dag. Deze dag, voor het eerst in het najaar van 1997, dient als aftrap voor het nieuwe corsoseizoen. Het nieuwe corsothema wordt bekendgemaakt, maar ook wisselen buurtschappen hun ervaringen uit en geven deskundigen van buiten hun visie op het (voorbije) corso.

### 2000 tot 2019
Sinds 2009 vindt de prijsuitreiking na de optocht plaats op een podium in de Frans van Beststraat, genoemd naar de geestelijk vader van het bloemencorso. Na het corsojaar 2010 werd besloten dat het Collectief der Buurtschappen voortaan verantwoordelijk is voor de in– en verkoop van bloemen en de exploitatie van de Valkenswaardse Bloemenvelden.
Bij de aanvang van de optocht in 2013 werd het huidige logo voor het Corso Valkenswaard onthuld, waarin de veertien buurtschappen ieder met een eigen kleur zijn vertegenwoordigd. Het corso werd dat jaar voor het eerst rechtstreeks uitgezonden door Omroep Brabant TV.
In 2014 krijgt een meerdaags corso-evenement gestalte. Naast het corso vinden er tal van andere activiteiten plaats van zaterdag tot en met woensdag, die dat jaar voornamelijk te maken hadden met de viering van de 70-jarige bevrijding. Voor de organisatie hiervan is een aparte stichting opgericht: de Stichting Valkenswaard Viert.
Werden er in 1963 zo’n 150.000 dahlia’s gebruikt, nu zijn dat er 2,5 tot 3 miljoen. Het Corso Valkenswaard trekt het jaarlijks 30.000 tot 40.000 bezoekers. Met de themabraderie, jongerenpleinen, straattheater, live-muziek en ander cultureel vermaak biedt het corso ieder zijn eigen vermaak.

### 2020 tot heden
In 2020 en 2021 is het Bloemencorso in aangepaste vorm doorgegaan vanwege de coronapandemie. De buurtschappen hebben daarmee een start gemaakt naar een nieuwe vorm van het corso; een kunstobjecten route met op zondag een traditionele parade. In 2022 is deze nieuwe vorm, Corso & Cultuur Festival, officieel in gang gezet. Zaterdag is daarmee gevuld met kunst en cultuur en de zondag wordt benut met de wagens. Door de grondige verandering van het centrum in Valkenswaard zijn ook de afmetingen van de wagens kleiner geworden dan in de voorgaande jaren. Hiermee is het algemene niveau dichter bij elkaar komen te liggen en is er gelijkheid onder alle buurtschappen. Ook nieuw is dat er vanaf 2020 geen entree meer geheven wordt voor het totale evenement. De route blijft ongewijzigd, maar waar er eerst vanuit een centraal punt gestart werd, wordt er nu vanaf één bepaald punt op het gestart.

## Thema's
Sinds de viering van 50 jaar bevrijding in 1994, waarbij mede op verzoek van de Gemeente Valkenswaard het centrale thema 'Verhalen van vrijheid' werd ingesteld, wordt jaarlijks een thema gekozen voor de dahliaparade en alle nevenactiviteiten.
Alle thema's van het Bloemencorso Valkenswaard sinds 1994:
- 1994 - Verhalen van vrijheid
- 1995 - Exotica, of wat van ver komt
- 1996 - Vreemde verschijnselen
- 1997 - Een reis om de evenaar
- 1998 - In beweging
- 1999 - Een eeuw trekt voorbij
- 2000 - Bach, burgers en buitenlui
- 2001 - Het volk vermaakt
- 2002 - Delicatessen
- 2003 - Hits door kids
- 2004 - Niet te filmen
- 2005 - Denkend aan water
- 2006 - Concert of continents
- 2007 - Bloemencorso Valkenswaard ontmoet... Gerard van Maasakkers
- 2008 - Il circo classico
- 2009 - De mallemolen van het leven
- 2010 - Expeditie dahlia
- 2011 - Bloemencorso Valkenswaard ontmoet... Dichter des Larielands
- 2012 - Schuif maar aan!
- 2013 - Made in Holland, Nederlanders in den vergetelheid
- 2014 - Los
- 2015 - Te mooi om weg te gooien
- 2016 - Fantastische visioenen (geïnspireerd op schilder Jheronimus Bosch)
- 2017 - 65 jaar Efteling in bloemen
- 2018 - ZO! CORSO
- 2019 - BRAVO! BRABANT
- 2020 - geannuleerd
- 2021 - In bloei!
- 2022 - Wereldse feesten
- 2023 - Hocus Focus

## Corso als immaterieel cultureel erfgoed
Nederland ratificeerde het Unesco-verdrag ter bescherming van Immaterieel Cultureel Erfgoed op 15 mei 2012. Deze ratificatie werd tijdens het Zundertse corso op 2 september 2012 publiekelijk bekendgemaakt door staatssecretaris Halbe Zijlstra. Plaatsing op de lijst betekent met name erkenning van het belang van de traditie en moet een stimulans zijn voor de betrokken organisaties om die door te geven aan jongere generaties.
Vlak voor de start van 60e bloemencorso in 2013 werd bekend dat ook het bloemencorso Valkenswaard werd toegevoegd aan de Nationale inventaris voor immaterieel cultureel erfgoed.

## Organisatie

### Stichting Valkenswaard Viert
Donderdag 5 juni 2014 werd de intentieverklaring Valkenswaard Viert 2014 ondertekend door vertegenwoordigers van de Stichting Valkenswaard Viert, Stichting Bloemencorso Valkenswaard en burgemeester Ederveen namens het college van burgemeester en wethouders Valkenswaard. De Stichting Valkenswaard Viert werd in eerste instantie opgericht om in 2014 de week waarin de bevrijding in Valkenswaard werd herdacht aan te kleden met diverse evenementen, waaronder een stoet van militaire wagens ter herdenking van operatie Market Garden, een buitenbioscoop en een bevrijdingsconcert van het orkest van de Koninklijke Luchtmacht. De stichting stimuleert en bevordert lokale activiteiten en bevordert hiermee de samenwerking met het grootste al bestaande evenement in Valkenswaard, het Bloemencorso.

### Stichting Bloemencorso Valkenswaard
Op 1 augustus 1973 kwam de stichting Bloemencorso Valkenswaard tot stand. Het doel van deze stichting is de jaarlijkse organisatie van het bloemencorso, zowel de dahliaparade als nevenactiviteiten op het corso-parcours tijdens de tweede zondag van september. De stichting wil met het bloemencorso, het grootste sociaal-culturele evenement van Valkenswaard, de inwoners (en bezoekers van buiten Valkenswaard) boeien en verbinden. De stichting beheert de erfenis en de traditie van het corso als viering van de bevrijding.

### Buurtschappen
Sinds begin jaren 60 worden de corsowagens gebouwd door corsobuurtschappen. De structuur van buurtschappen biedt goede mogelijkheden tot het opbouwen en vasthouden van de voor het corso benodigde kennis en ervaring. Ook ontstaat door de buurtschappen consistentie in en betrokkenheid bij het bloemencorso, belangrijke bouwstenen voor het 'corsogevoel'.
Iedere buurtschap is een rechtspersoonlijkheid en werkt in nauwe samenwerking met Stichting Bloemencorso Valkenswaard aan de realisatie van de dahliaparade. Om dat te symboliseren bestaat het logo van de stichting uit 14 gekleurde delen, waarbij iedere buurtschap haar eigen kleur en tevens een eigen (deel-)logo heeft. In de weken voorafgaand aan het bloemencorso verschijnen de vlaggen van de buurtschappen in het Valkenswaardse straatbeeld.
De dahliaparade wordt tegenwoordig mogelijk gemaakt door 14 buurtschappen:
- Borkel & Schaft
- Crescendo
- Dommeldal
- Graafschap
- Hazestraat
- Kerkakkers
- Kompas
- Leenderweg
- Oud Dommelen
- Reisvenne Oranje
- Stadsebergen
- Wilhelmina

Buurtschap Oruva maakte in juli 2015 bekend haar deelname aan het corso 2015 terug te trekken. Helaas werd er in 2017 weer niet deelgenomen.
Buurtschap Dommelkant maakte in 2019 bekend niet meer deel te nemen aan het corso van 2019. Sindsdien is deze buurtschap ook niet meer actief.

#### Tenten

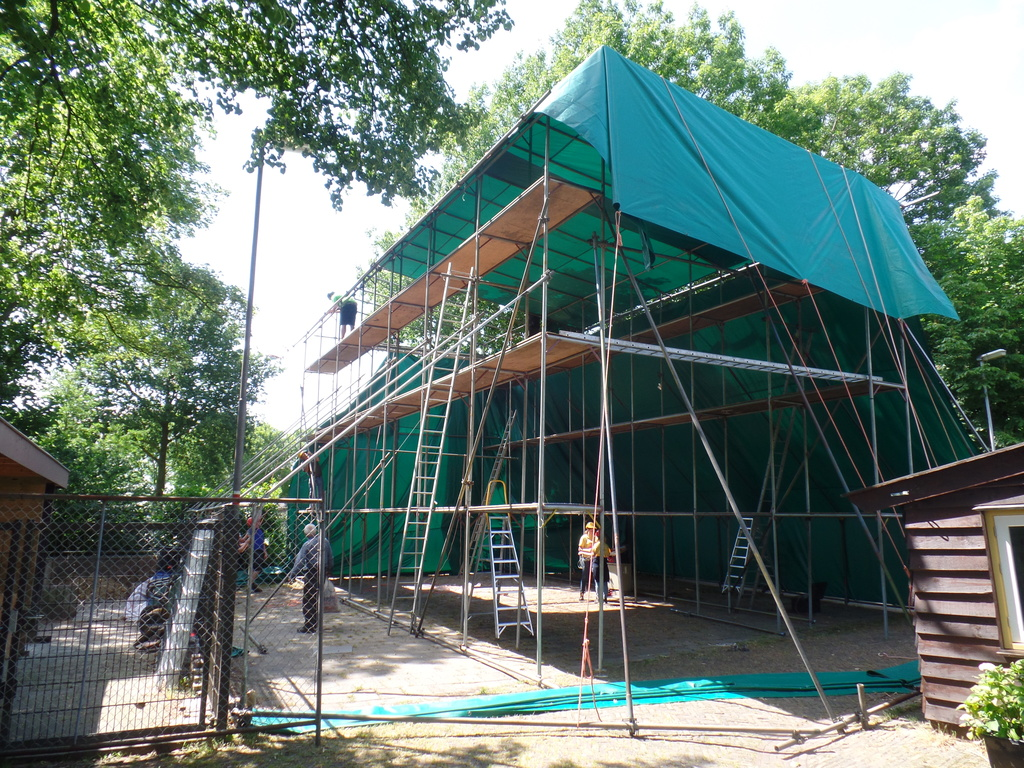
Corso-tent in Valkenswaard

Een Valkenswaardse corsowagen mag 6 meter hoog zijn en 3,5 meter breed. Er zijn maar weinig plekken waar zo'n wagen droog en veilig kan worden gebouwd. Daarom heeft iedere buurtschap een eigen tent, die in de wijk wordt geplaatst op door de gemeente aangewezen plaatsen.
Een tent wordt opgebouwd uit steigerpijpen en/of jukken. Met steigerplanken worden looproutes gemaakt, zodat de wagen vanaf verschillende hoogtes goed en veilig te bouwen is en voor het prikken van de bloemen goed bereikbaar. Alle tenten zijn openbaar en door de diversiteit van werkzaamheden in de tenten kan iedereen in de wijk een steentje bijdragen.

#### Dahliateelt

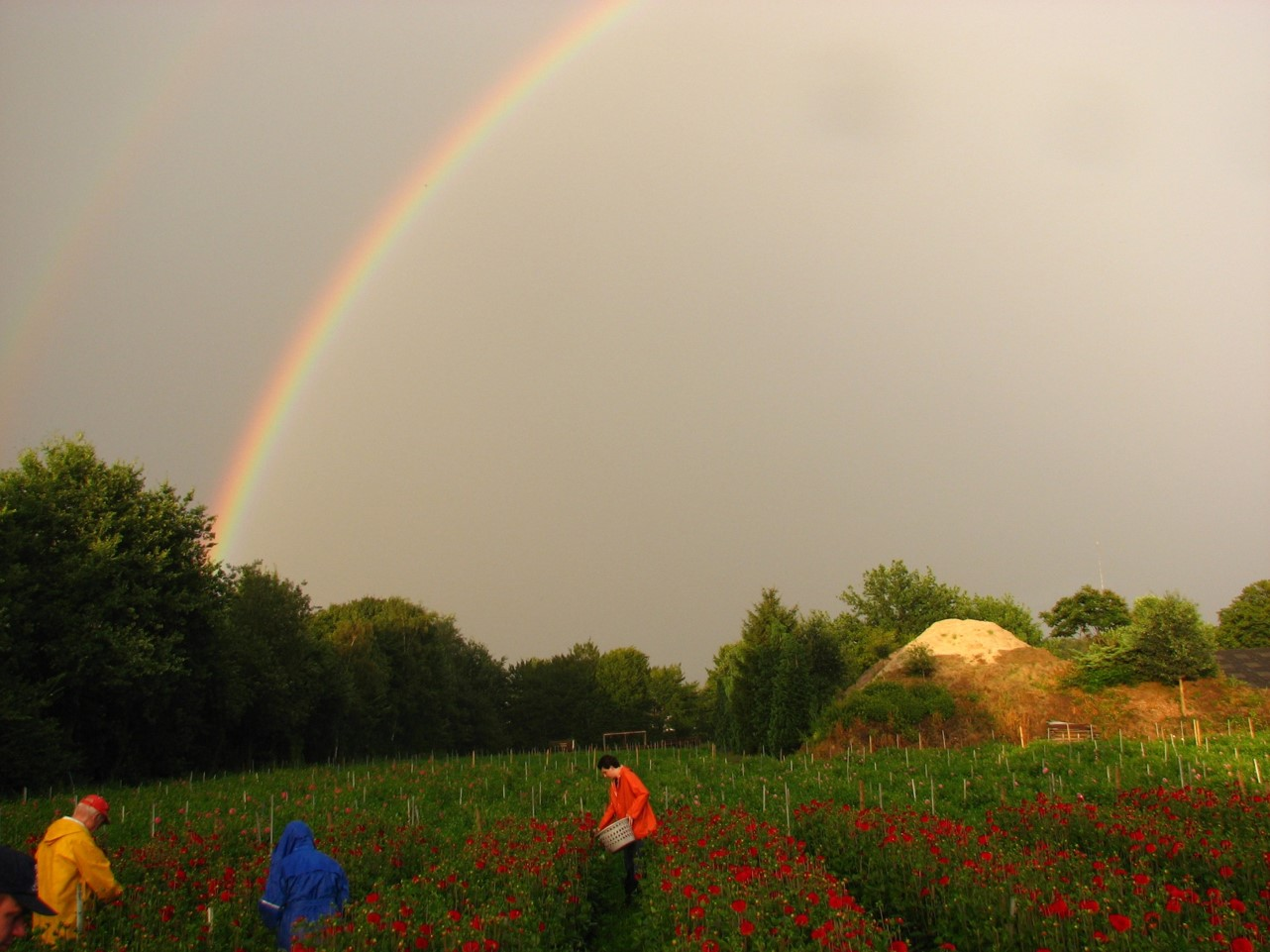
Vlak voor het Corso Valkenswaard worden de dahlia's geplukt

In het Valkenswaardse bloemencorso is de dahlia eigenlijk alleen maar nodig voor de kleur, een functionele decoratie. De dahlia's komen als een dicht tapijt op de wagens. De steeds grotere praalwagens zorgden ervoor dat het steeds moeilijker werd om voldoende bloemen ter beschikking te krijgen. Eind 1956 begon het corso met een veldje van ruim 1.300 m², uiteindelijk ontstond er een dahliaveld van ruim drie hectare. Omdat de eigen kweek onvoldoende oplevert voor het eigen corso, bestaat er van oudsher een uitwisseling met andere corsogemeenten.
Na 2010 is besloten de dahliakweek te decentraliseren. Naast het bouwen van een corsowagen beheert elke buurtschap tegenwoordig een eigen dahliaveld voor de kweek van de dahlia's die op de corsowagen komen.

#### Wagens
Zodra in het najaar het thema voor het volgende corso bekend is gemaakt, gaan de ontwerpers aan de slag. Samen met de technische commissie en de regiecommissie wordt er door iedere buurtschap een onderwerp gekozen. Dit proces resulteert in tekeningen en uiteindelijk een maquette, die op Hemelvaartsdag worden gepresenteerd.

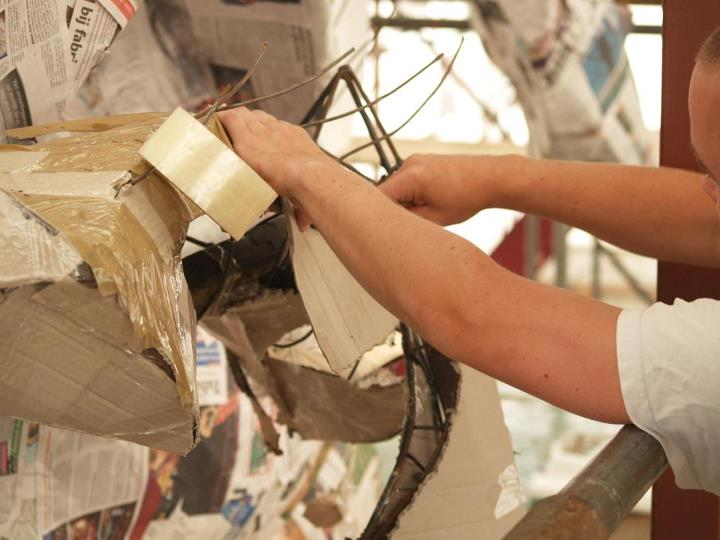
Met draadstaal, karton, tape en papier krijgen de corsowagens vorm.

Wanneer halverwege juni de tent staat, kan het onderstel naar binnen worden gereden. Dit zijn veelal DAF onderstellen, oorspronkelijk bedoeld voor de productie van vrachtwagens. Daarop wordt eerste de basisconstructie geplaatst, vaak met behulp van steigerpijpen, waaraan het skelet (de basisvormen) van staal kan worden gelast. Veel buurtschappen hebben in het voorjaar al de eerste onderdelen voorbereid, die in hun geheel op de wagen kunnen worden geplaatst.
Op het skelet wordt vervolgens gaas en/of karton vastgemaakt voor de vormen, waarop papier met behanglijm wordt aangebracht. Op deze manier ontstaat er een kale corsowagen waarop vlak voor de parade tienduizenden dahlia's met spelden worden vastgeprikt.

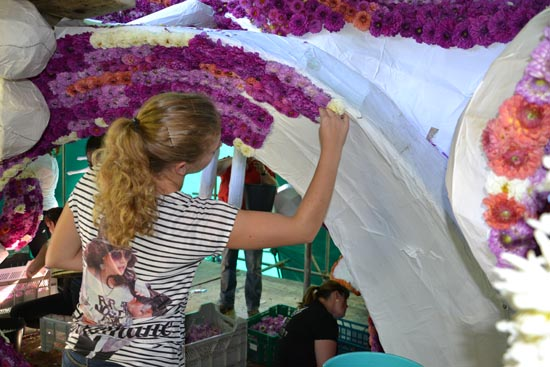
Bloemprikken tijdens de priknacht van Corso Valkenswaard

De vrijdagavond voor het corso vindt rond zes uur de eerste bloemenverdeling plaats. De buurtschappen brengen hun 'oogst' naar het centrale verdeelpunt en daarbij worden de bloemen gevoegd, die van andere corsoplaatsen zijn ingekocht. Iedere buurtschap krijgt vervolgens de eerste lading kistjes dahlia's mee om te gaan prikken.
In de tenten wordt tot zondagochtend vroeg doorgewerkt. Terwijl er aan lange tafels dahlia's worden 'voorgeprikt', zijn er op de wagen mensen bezig de wagen 'dicht te prikken'. Met vele honderden kilo's naalden brengen de prikkers de dahlia's op de wagen aan. Vaak wordt er 'van boven naar beneden gewerkt', waardoor een ploeg steigerbouwers etage voor etage de loopplanken en steigerpijpen rondom de wagen kan afbreken. Zondagochtend verlaten de wagens hun tent en begeven ze zich naar het opstelterrein, vanwaar om 14.00 uur de parade vertrekt.
Tijdens de parade worden de wagens vergezeld door figuranten, terwijl tientallen onzichtbare duwers onder de wagens vele duizenden kilo's ijzer, papier en dahlia's met de kracht van armen en benen over de straten duwen.
Na de parade worden de wagens tentoongesteld op de Markt. Daar kan het publiek ze nog bezichtigen tot en met maandagavond. Op dinsdag worden de wagens afgebroken en wordt het afval afgevoerd en verwerkt.

## Afbeeldingen

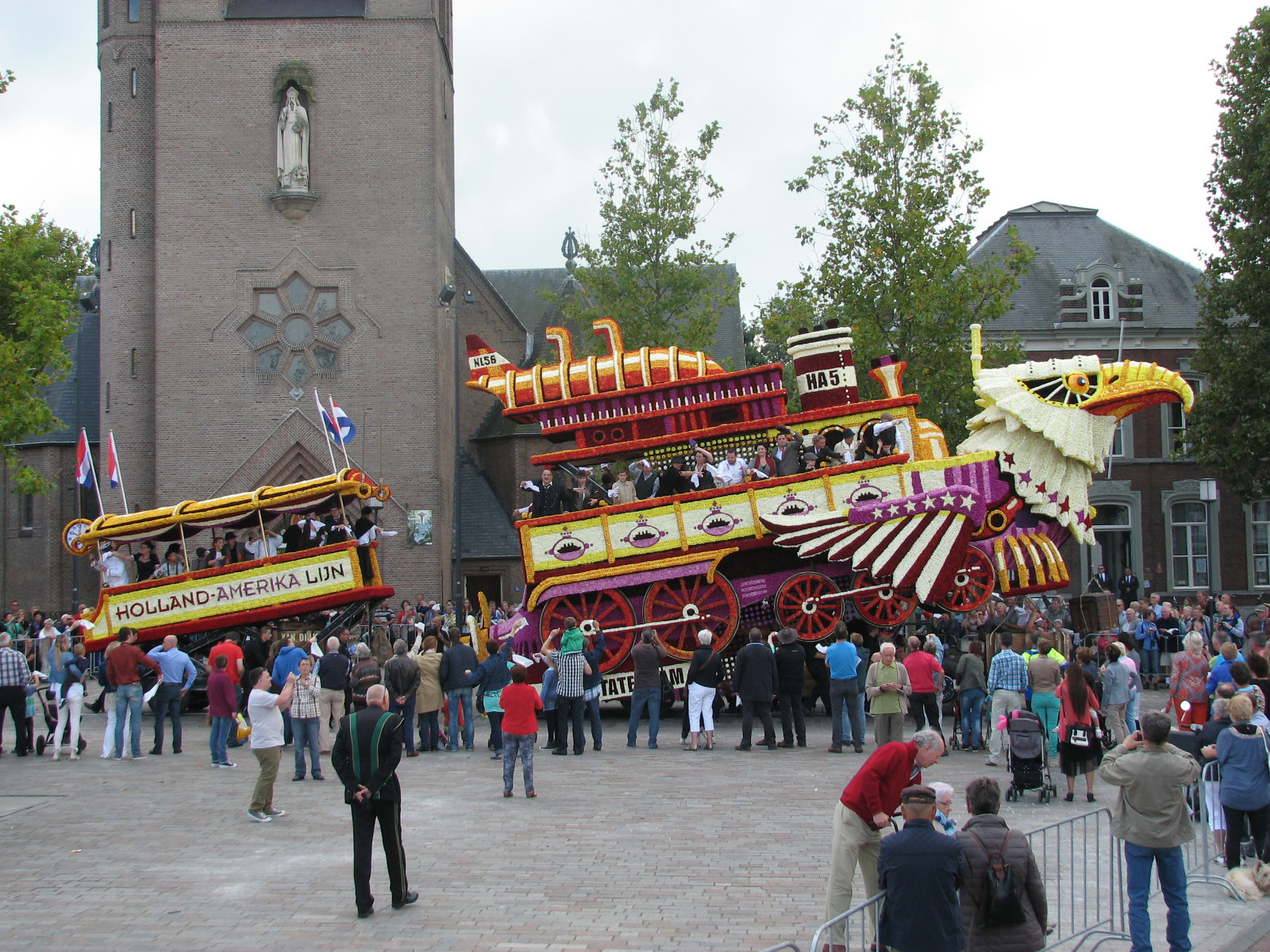
Winnaar 2014 - Buurtschap Hazestraat - Ik vertrek
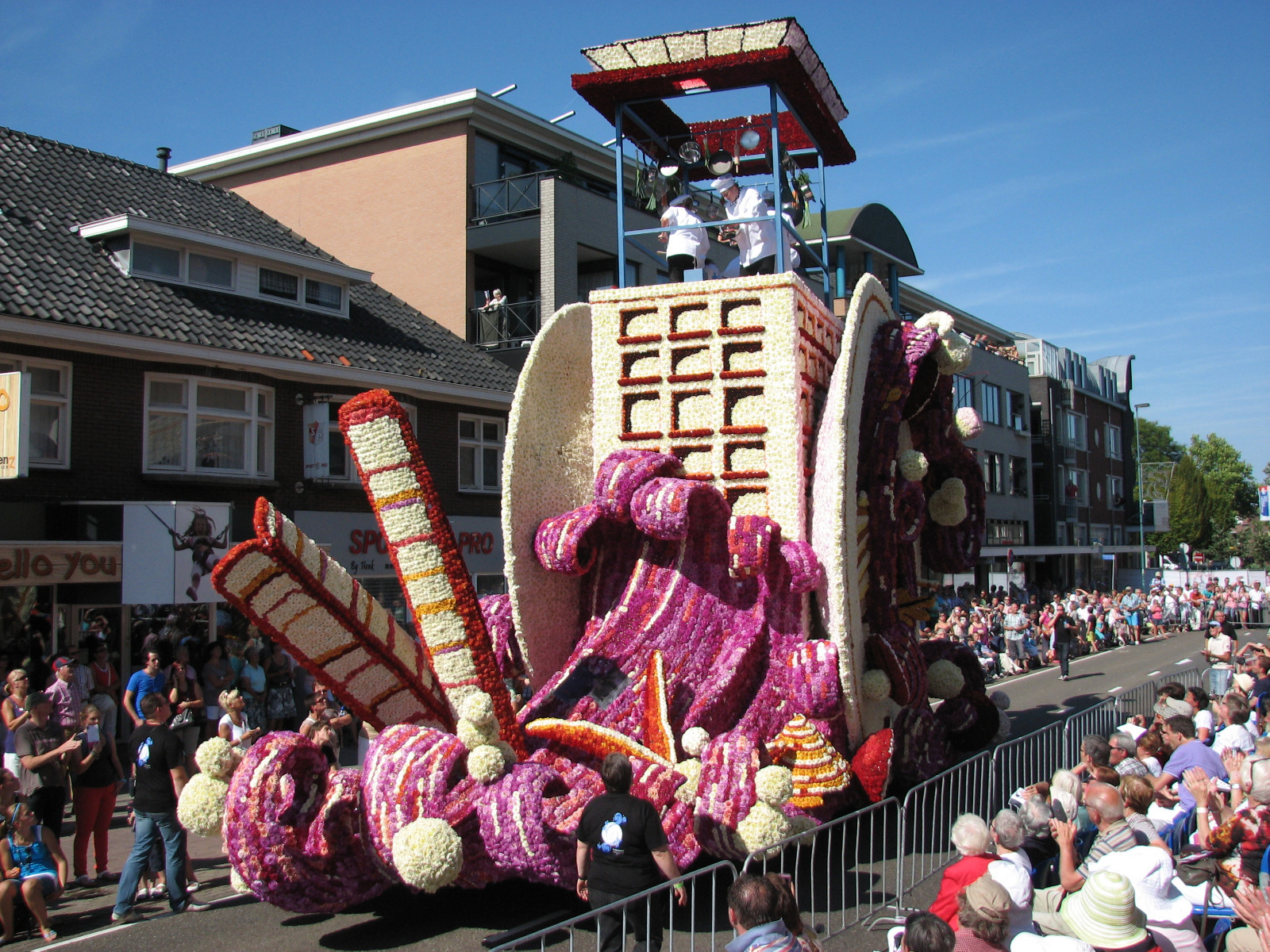
Winnaar 2012 - Buurtschap Kerkakkers - De Branding
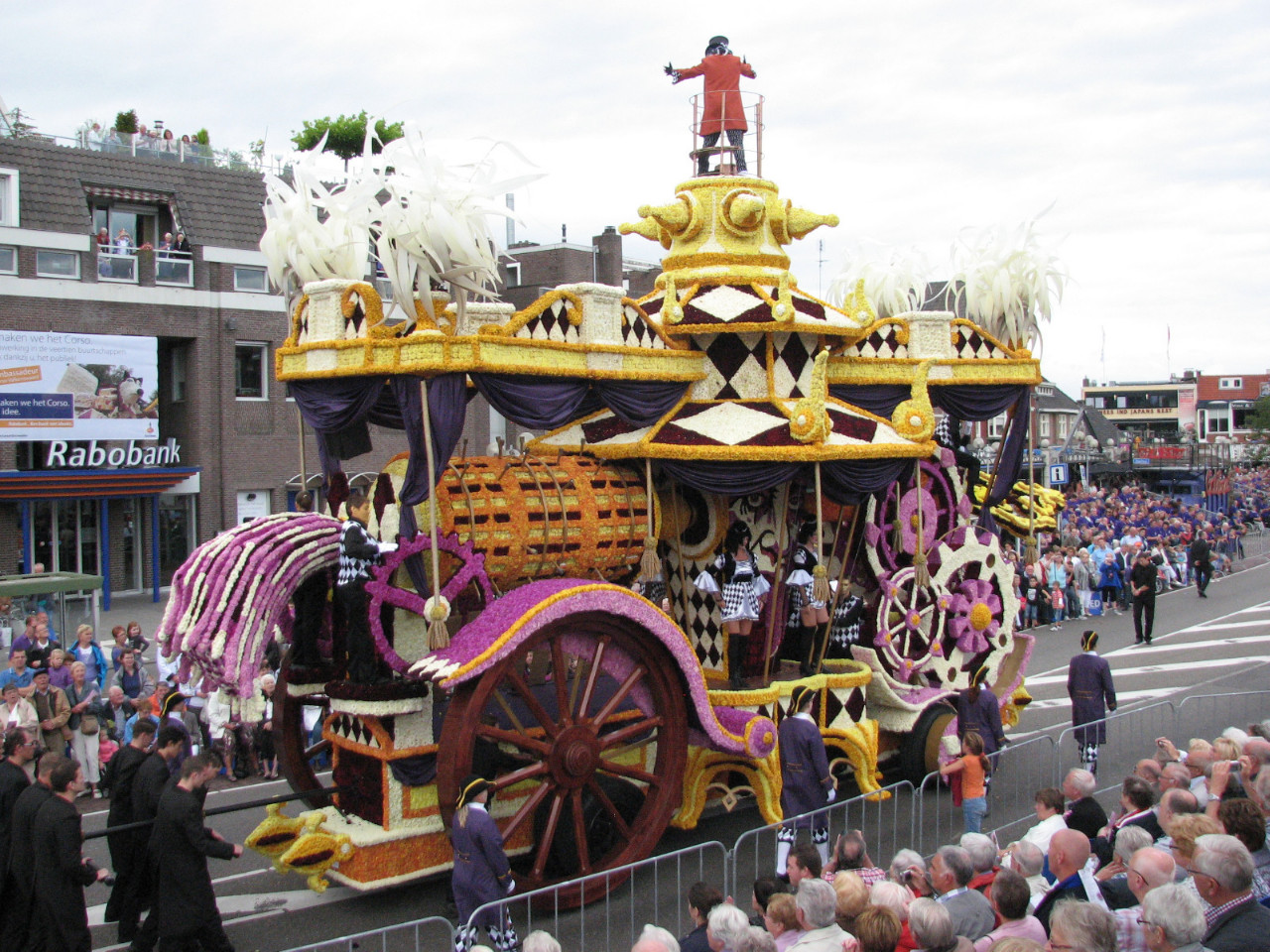
Winnaar 2011 - Buurtschap Hazestraat - Opgewonden, afgelopen...
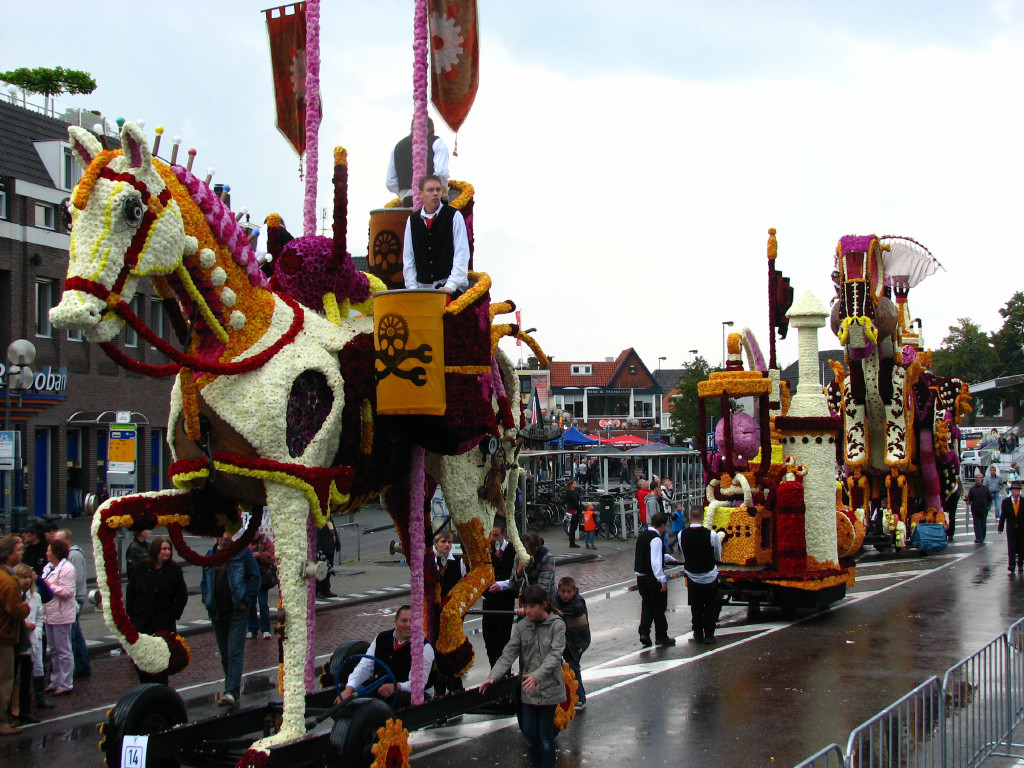
Winnaar 2010 - Buurtschap Dommeldal - Onder stoom (een volk op zoek)
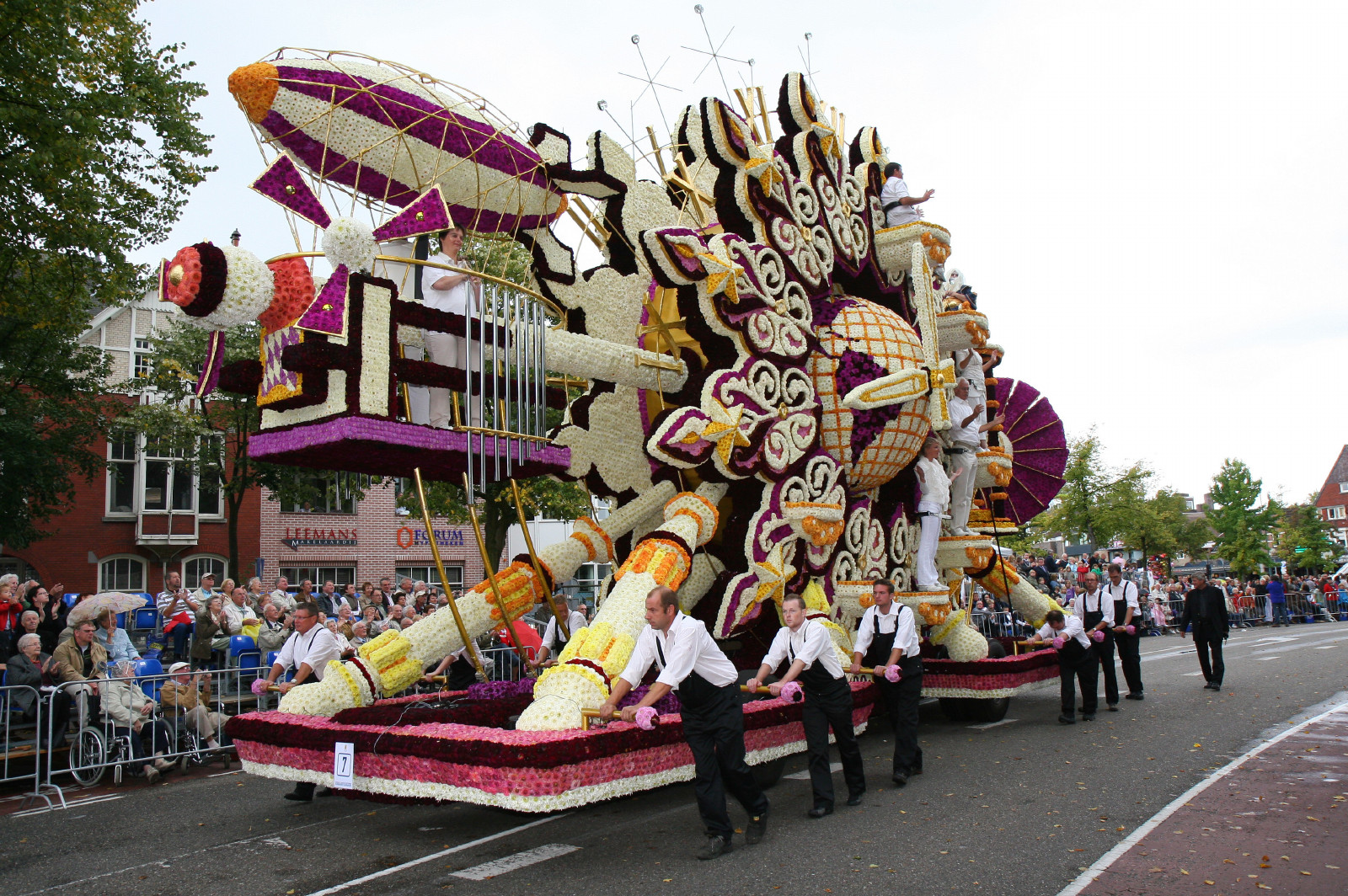
Winnaar 2009 - Buurtschap Hazestraat - Pendule van Vriendschap
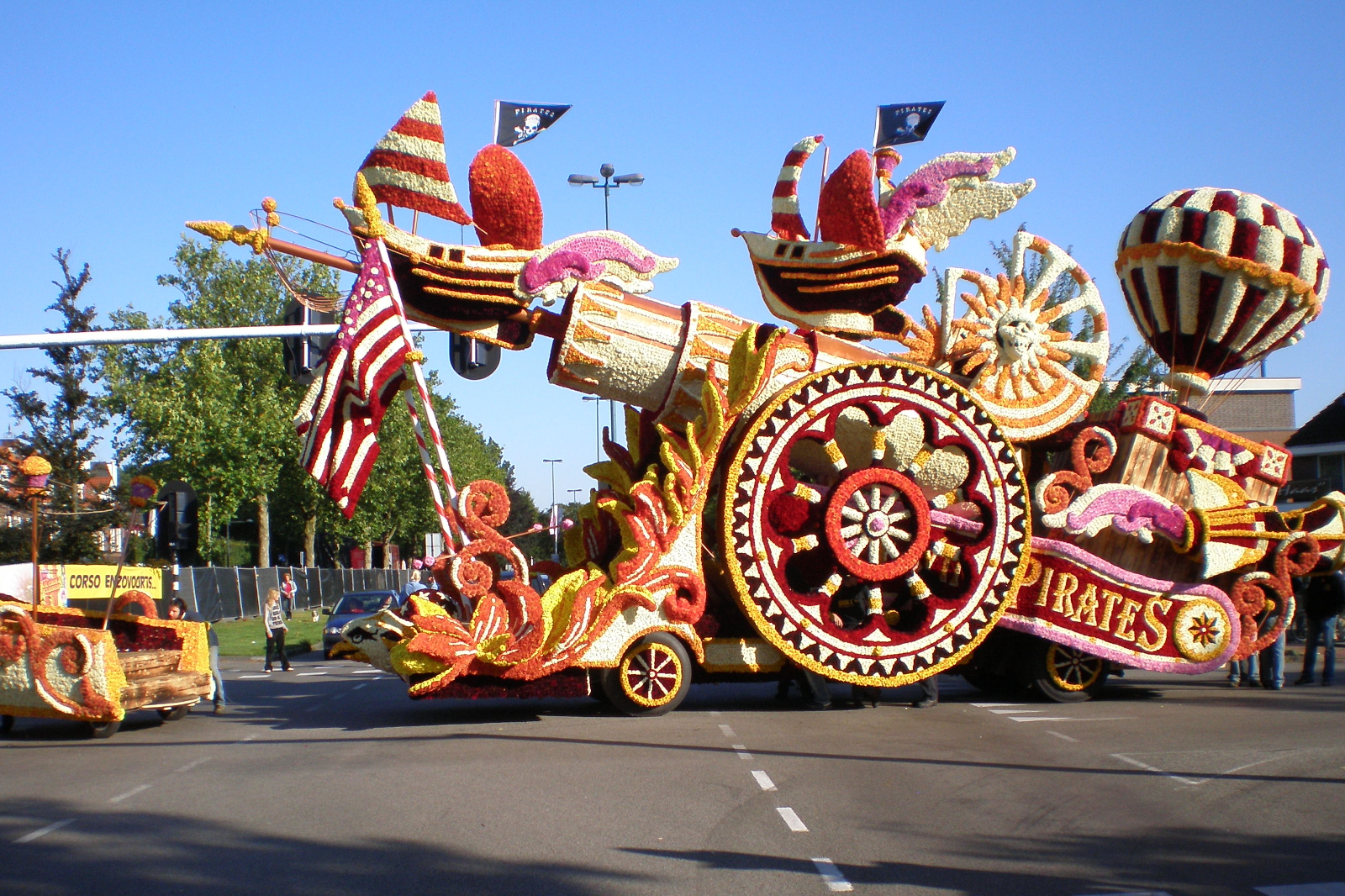
Winnaar 2008 - Buurtschap Hazestraat - Flying pirates on music
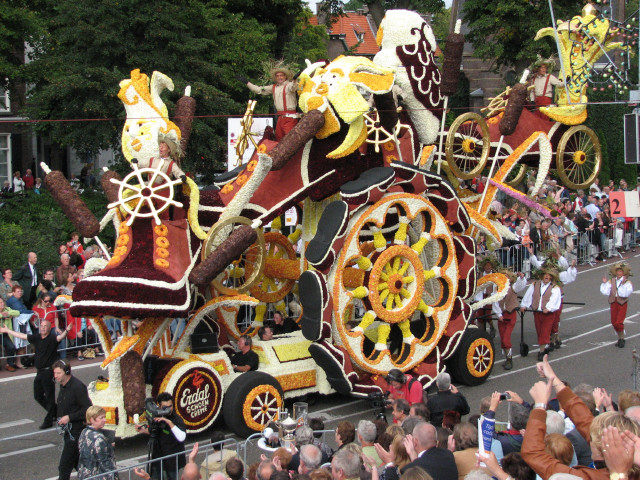
Winnaar 2007 - Buurtschap Hazestraat - Hee gaode mee
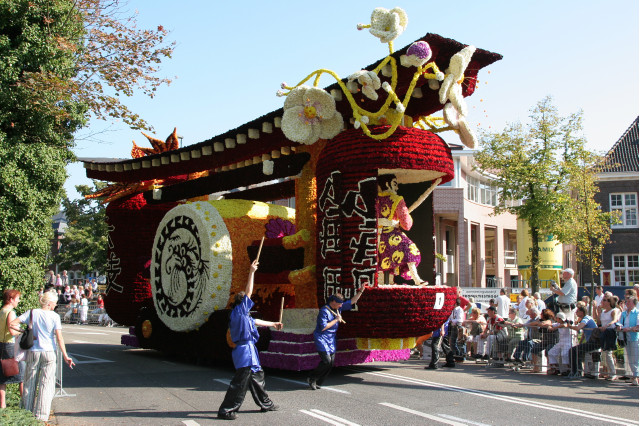
Winnaar 2006 - Buurtschap Kerkakkers - Taiko
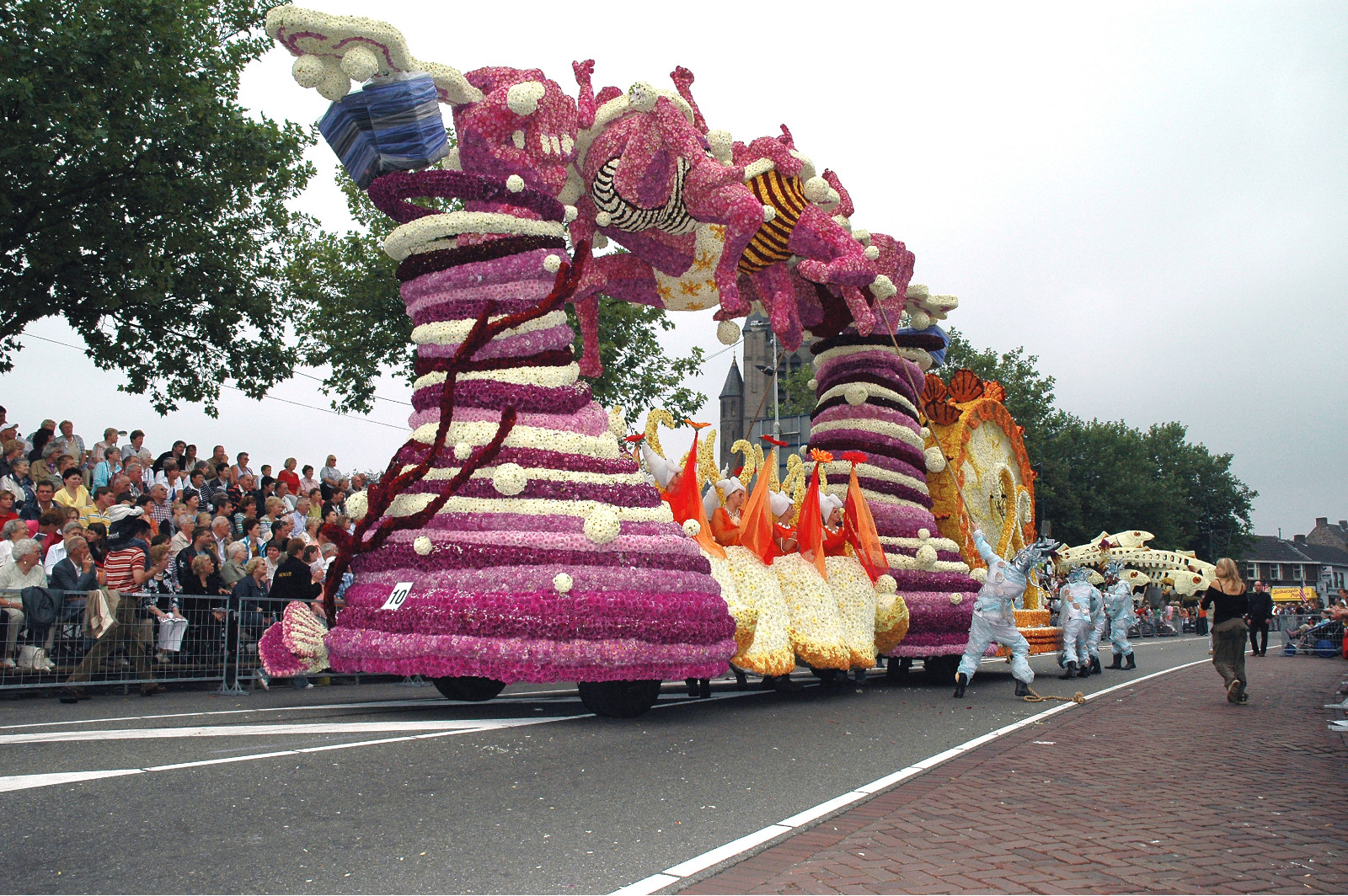
Winnaar 2005 - Buurtschap Oud Dommelen - Luctor et Emergo
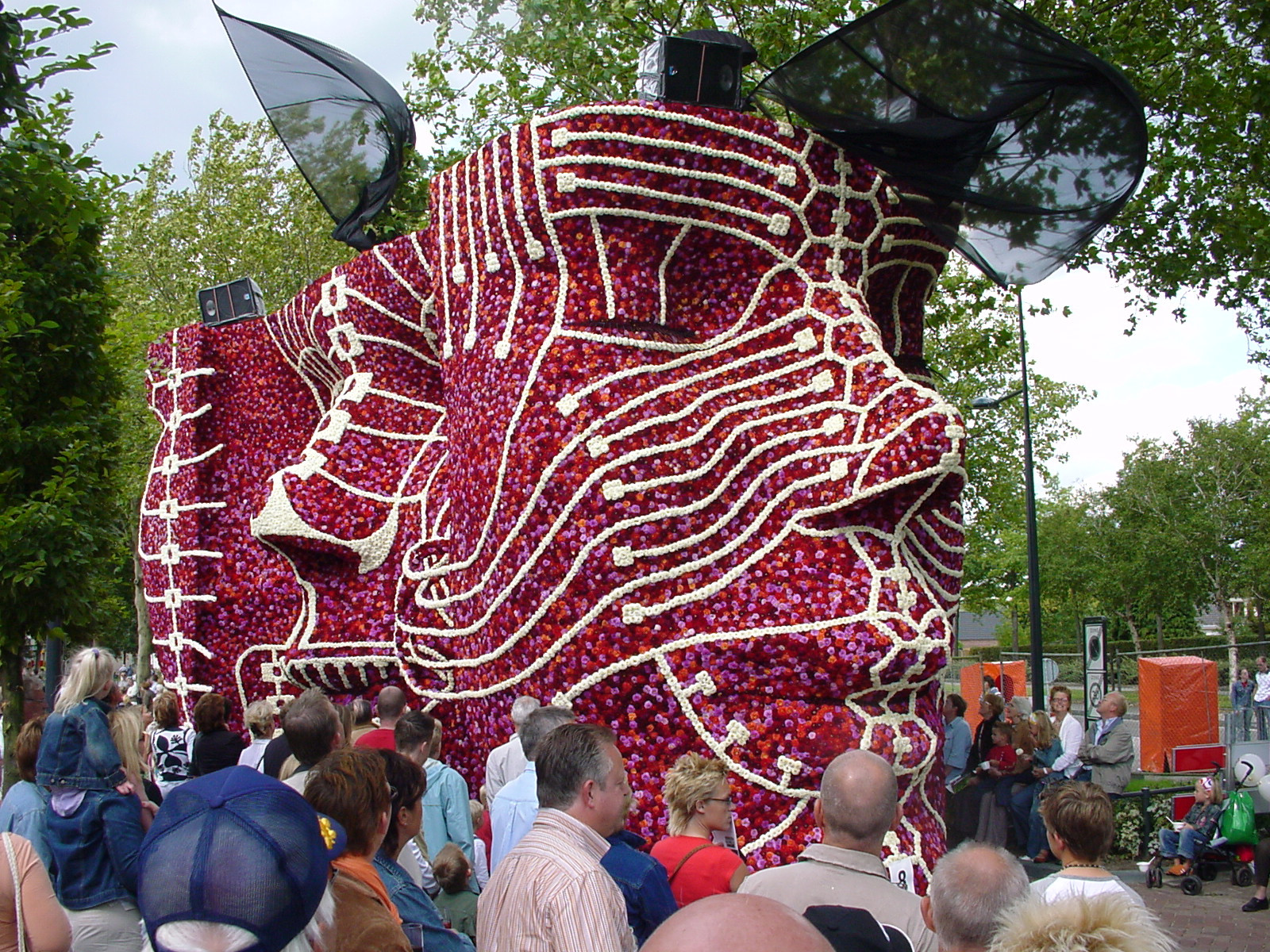
Winnaar 2004 - Buurtschap Leenderweg - Face Fiction
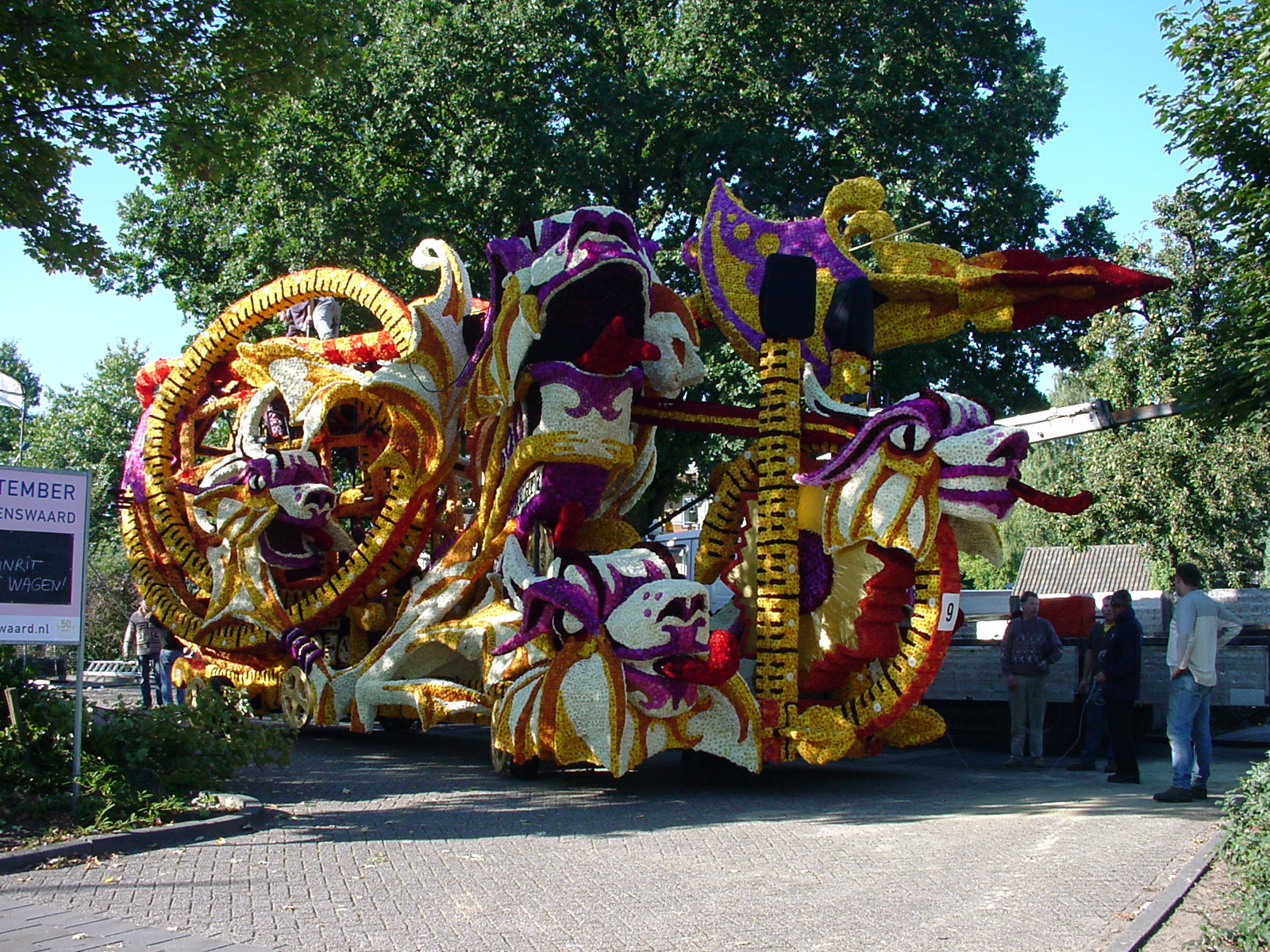
Winnaar 2003 - Buurtschap Hazestraat - Vlucht uit de werkelijkheid
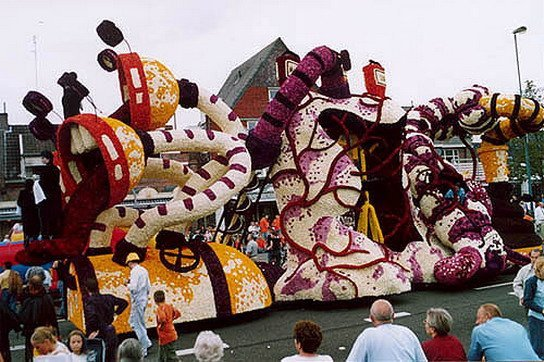
Winnaar 2002 - Buurtschap Stadsebergen - De Hapslik-WEG
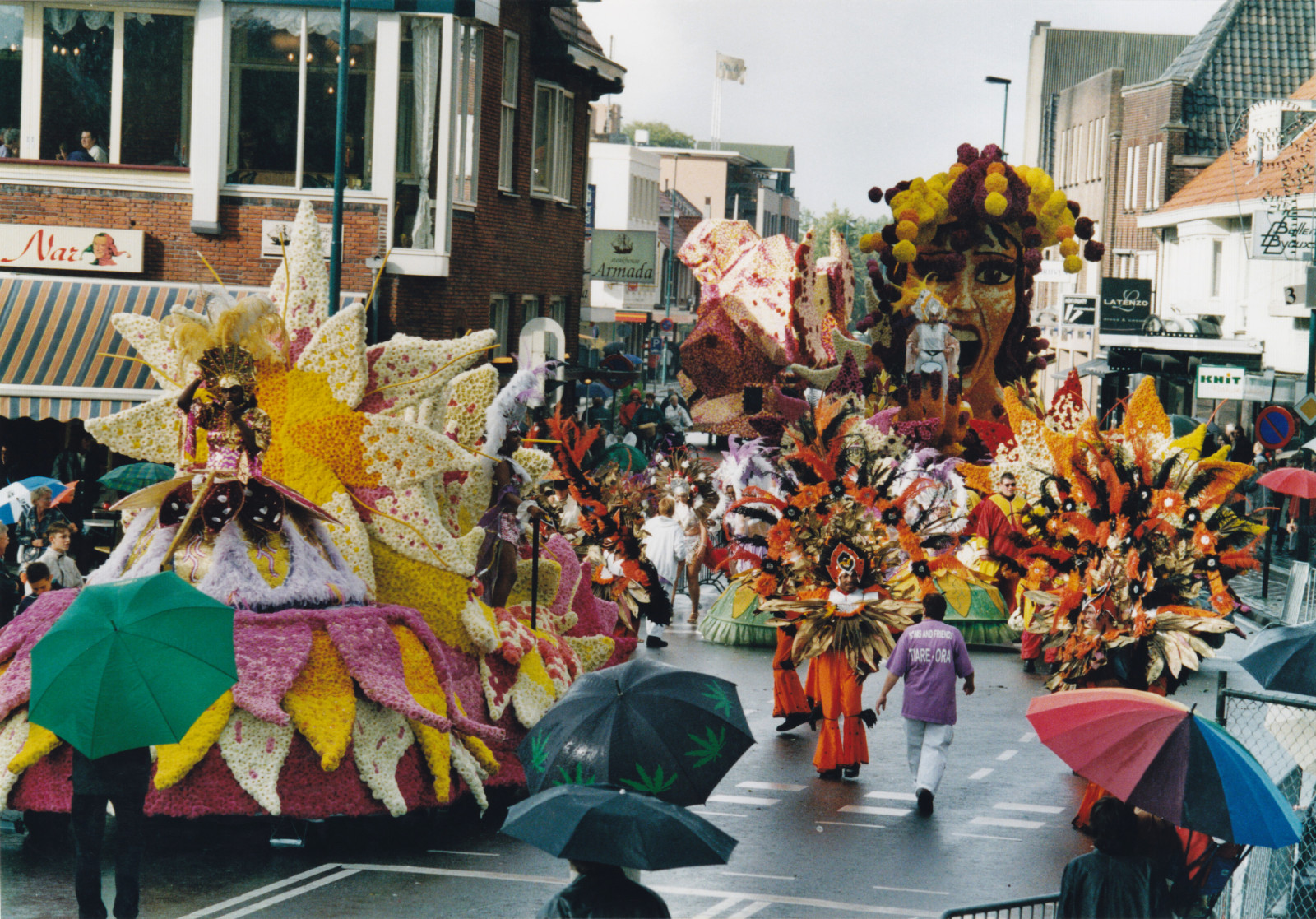
Winnaar 2001 - Buurtschap Wilhelmina - Samba da Dahlia
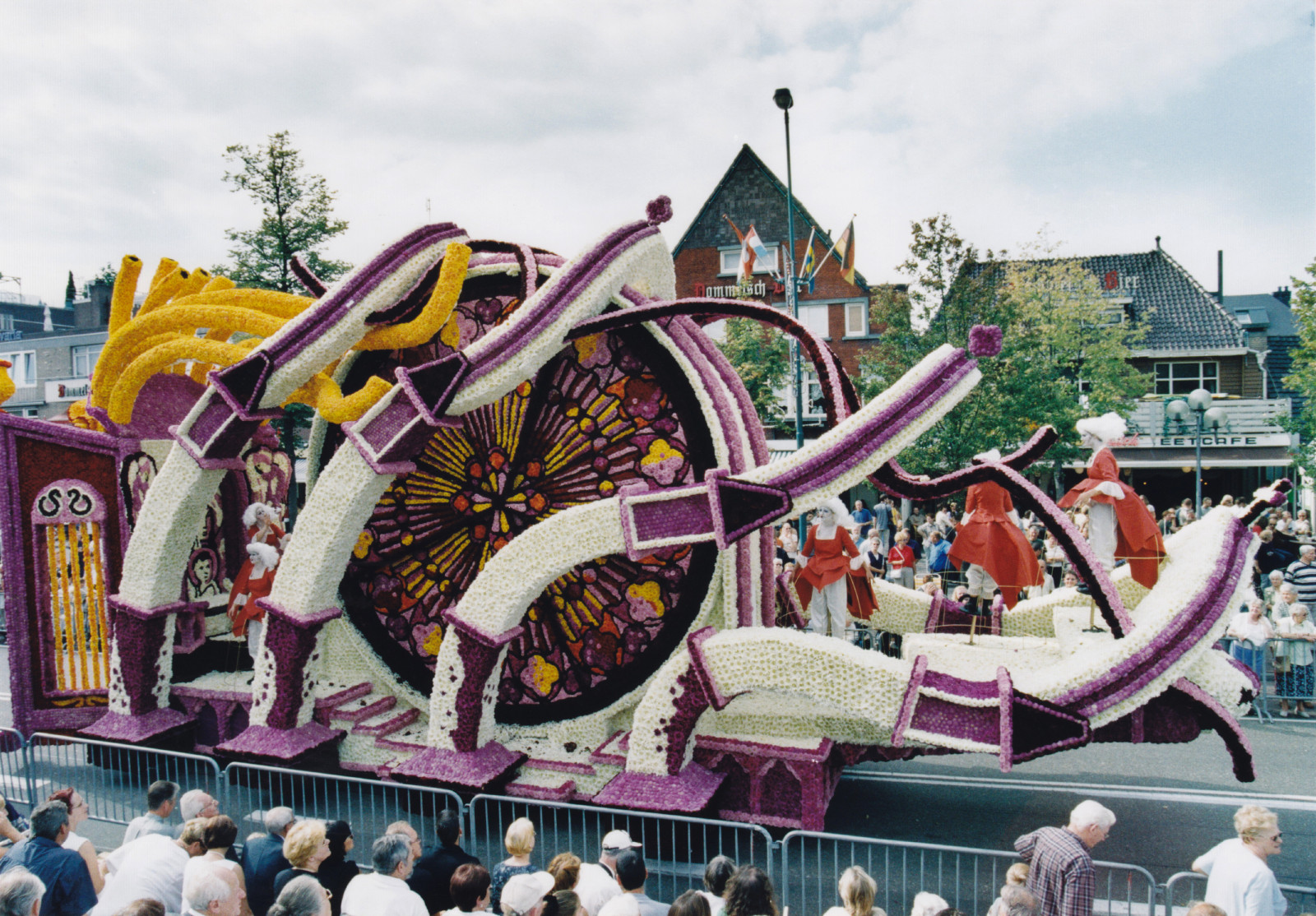
Winnaar 2000 - Buurtschap Stadsebergen - Een frisse wind door Bach